# Lödösehus

Lödösehus var en borganläggning belägen på "Skanskullen", en bergsplatå 15 meter över den då förbiflytande Göta älv, i Lödöse i nuvarande Lilla Edets kommun. Den hade under cirka 200 år - mellan cirka 1250-1450 - rollen som svensk riksborg, det vill säga med funktion som gränsförsvarsborg mot Norge, residensborg för kungen och det kringresande hovet, samt förvaltningsborg.  
Lödösehus kallas också de samlokaliserade verksamheterna Lödöse museum och Lödöse bibliotek, vilka sedan 3 september 2011 finns i samma byggnad i Lödöse.

## Borgens historia

### Kastalen
Under 1100-talet kan det ha funnits en kastal till försvar av handelsplatsen Lödöse och dess kungsgård. Inga arkeologiska fynd finns av kastalen, men fynd av bebyggelse i Lödöse går tillbaka till tidigt 1100-tal, och en kungsgård kan sättas i samband med myntprägling i Lödöse redan på 1140-talet. Även Lödösearkeologen Carl R. af Ugglas var av uppfattningen att en kastal har funnits på platsen, med dateringen 1227.
Dateringen bygger framför allt på en notering om att norska birkebeinar brände kastalen år 1227. I Håkon Håkonssons saga står det enligt en översättning att "Norrmännens kloke konung lät österut nedbryta kastalen i Lödöse där furstarna trodde sig säkra", men översättningen av ordet "kastal" är ifrågasatt av flera forskare. Eftersom anläggningen i så fall förstördes under 1200-talets början har dess tillkomst förknippats med Knut Erikssons regeringstid (1167-1196), då han lät prägla mynt med bilden av en borgport i Lödöse.

### Borgen Lödösehus

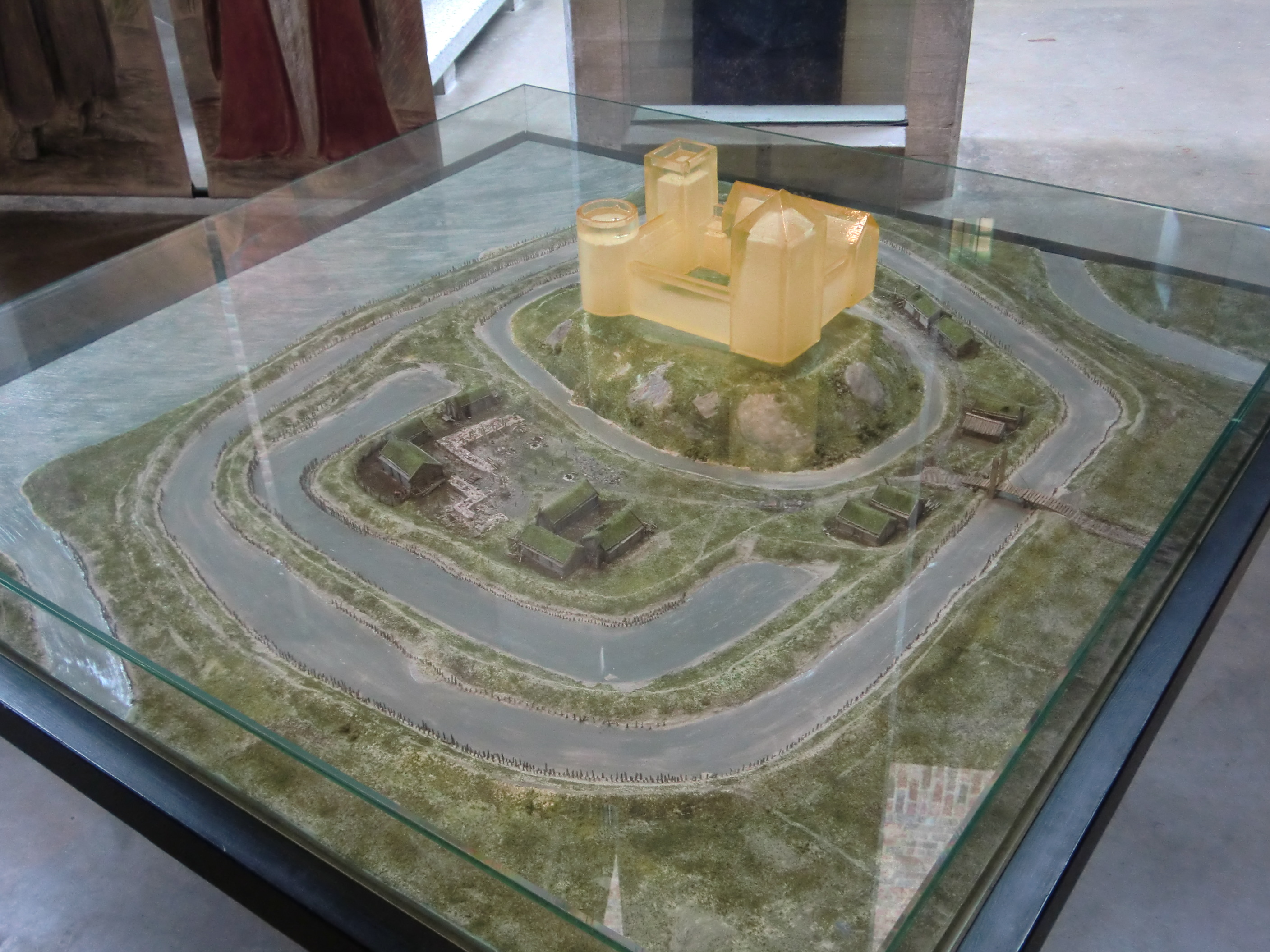
Lödösehus från sydöst. Modell på Lödöse museum

Även om kastalen strax efteråt byggdes upp igen, så utökades anläggningen under åren 1250-75 till en stor och välbefäst borg, enligt Erikskrönikan benämnd Lödösehus. Den arkeologiska dateringen, bland annat med hjälp av dendrokronologi, till 1200-talets mitt gör att det troligen är Birger jarl och hans söner Valdemar och Magnus Ladulås som är initiativtagare till borgbygget. Inklusive vallgravarna har borgen omfattat en yta på cirka 3 hektar.
År 1279 pantsattes borgen för en kortare tid av Magnus Ladulås till den danske kungen Erik Klipping.

Då flera borgar byggdes närmare Göta älvs mynning under början av 1300-talet till exempel Bohus, Gullbergs hus, Lindholmen och Älvsborg så minskade Lödösehus betydelse som gränsbefästning.
 I Magnus Erikssons svensk-norska unionsrike så har Bohus ett mera praktiskt residensläge än Lödöse som från 1340-talet får färre kungliga besök.
 Under drottning Margaretas nya decentraliserade förvaltning från omkring år 1400, så ingår Götaälvdalen förutom Älvsborg i två nya slottslän, Ekholm vid nuvarande Trollhättan, och Stynaborg vid nuvarande Alingsås. Lödösehus har troligen förutom den förlorade rollen som länsborg, även förlorat rollen som permanent kungligt residens efter år 1400, men några riksborgar inklusive Lödösehus har också rustats upp under 1400-talet.
 Efter det danska anfallet 1455, och flyttandet av staden till Nya Lödöse 1473 har den permanenta försvarsanläggningen Lödösehus övergått till att som skansanläggning bara rustas upp i orostider.

#### Vallgraven
Det dubbla, bitvis tredubbla, vallgravsystemet runt borgen har undersökts i olika omgångar. Det mätte ett djup av 2-2,5 meter, och de yttersta vallgravarna var ca 9 meter breda. Mot gravarna har vallarna stabiliserats till största delen med tätt ställda flerdubbla rader av decimetertjocka ekstolpar av upp emot 4 meters längd. Den sammanlagda längden av vallgravarna är ca 1 km, och södra armen av Ljudaån utgör dessutom en fjärde, naturlig vallgrav. Söder om borgen har innerpalissaden försetts med så kallade vallnålar, det vill säga spetsade snedställda träpålar strax under vattenytan. Detta för att hindra en fiende som försöker simma eller vada över vallgraven.

#### Förborgsområdet
Mellan vallgravarna fanns områden för olika ekonomibyggnader. I det norra förborgsområdet fanns spår av tidig myntprägling och äldre kungsgårdsbebyggelse, eventuellt med koppling till Norge. Södra området innehåller mursträckningar av större byggnader, eventuellt bostäder eller magasin, samt spår av större friliggande bakugnar. Slaggmängderna i vallgravarnas sydöstra del tyder på en vapensmedja i närheten. Bebyggelseytorna mellan vallgravarna omfattar cirka 6000 kvadratmeter. Lödösehus fungerade som en av landets tidiga länsborgar (omfattande ungefär halva Västergötland) under senare delen av 1200-talet och första hälften av 1300-talet. Det innebar ett behov av stora magasin för att lagra kungens naturaskatter.

#### Huvudborgen
Uppe på den cirka 50x70 meter stora borgplatån fanns borgens huvudbyggnad. På 1890-talet byggdes en grosshandlarvilla på platsen, och de sista synliga resterna av den medeltida borgmuren förstördes då. Inga nämnvärda arkeologiska undersökningar har därefter kunnat genomföras på kullen.

#### Tegelkullen
Under 12- och 1300-talet fanns en stödbefästning eller vaktborg på Tegelkullen utanför staden, några hundra meter söder om Lödösehus. Enligt arkeologiska fynd var det ett kvadratiskt torn med anslutande rum inom en ringmur. Som dubbelbefästning är detta mycket ovanligt i svensk borghistoria. Anläggningen bör ha haft mycket god utsikt över Göta älv söderut. Den riktning som ett angrepp mot staden vanligen kom ifrån.

### Lödöse skans
Under det nordiska sjuårskriget bröt de svenska befälhavarna Gustav Stenbock och Klas Horn upp från Lödöse med tre fanor (900 man) ryttare och sju fänikor (2 200 man) fotfolk på vintern 1564.. 
Avsikten var att anfalla det norsk-danska Bohus. Med sig hade man en specialtillverkad extra stor kanon som kallades "Skiegge". Den var cirka 5 meter lång och vägde cirka 12 ton. Kanonens tyngd gjorde att den gick igenom isen på älven någonstans mellan Lödöse och Bohus, och har därefter aldrig återfunnits. Belägrarna av Bohus fick gå tillbaka till Lödöse redan efter tio dagar på grund av köld och tyfus. En uppgift säger att svenskarna då hade förlorat cirka 1 400 man vid belägringen, de flesta genom förfrysning.
En större truppstyrka samlades vid Lödöse på nyåret 1565 för att återigen anfalla Bohus. Nu var Åke Bengtsson Färla i ledningen för 2 fanor (600 man) ryttare och sju fänikor (2 200 man) fotfolk, men återigen misslyckades belägringen. Danskarna slog nu tillbaka och i en räd uppför älven under den danske härföraren Daniel Rantzau, så härjades och brändes Lödöse den 29 juli 1565.
 Under Kalmarkriget, i Västsverige även kallat Brännefejden, härjade danskarna med 2000 man upp efter den östra stranden av Göta älv, och den 1 februari 1612 brändes Lödöse av trupper under befäl av Kristian IV. Även det näraliggande Gräfsnäs slott intogs, och köpmän från Lödöse samt adelsmän från trakten som sökt skydd på slottet, höggs ner av danskarna.

## Modell av Lödösehus i Lödöse Museum

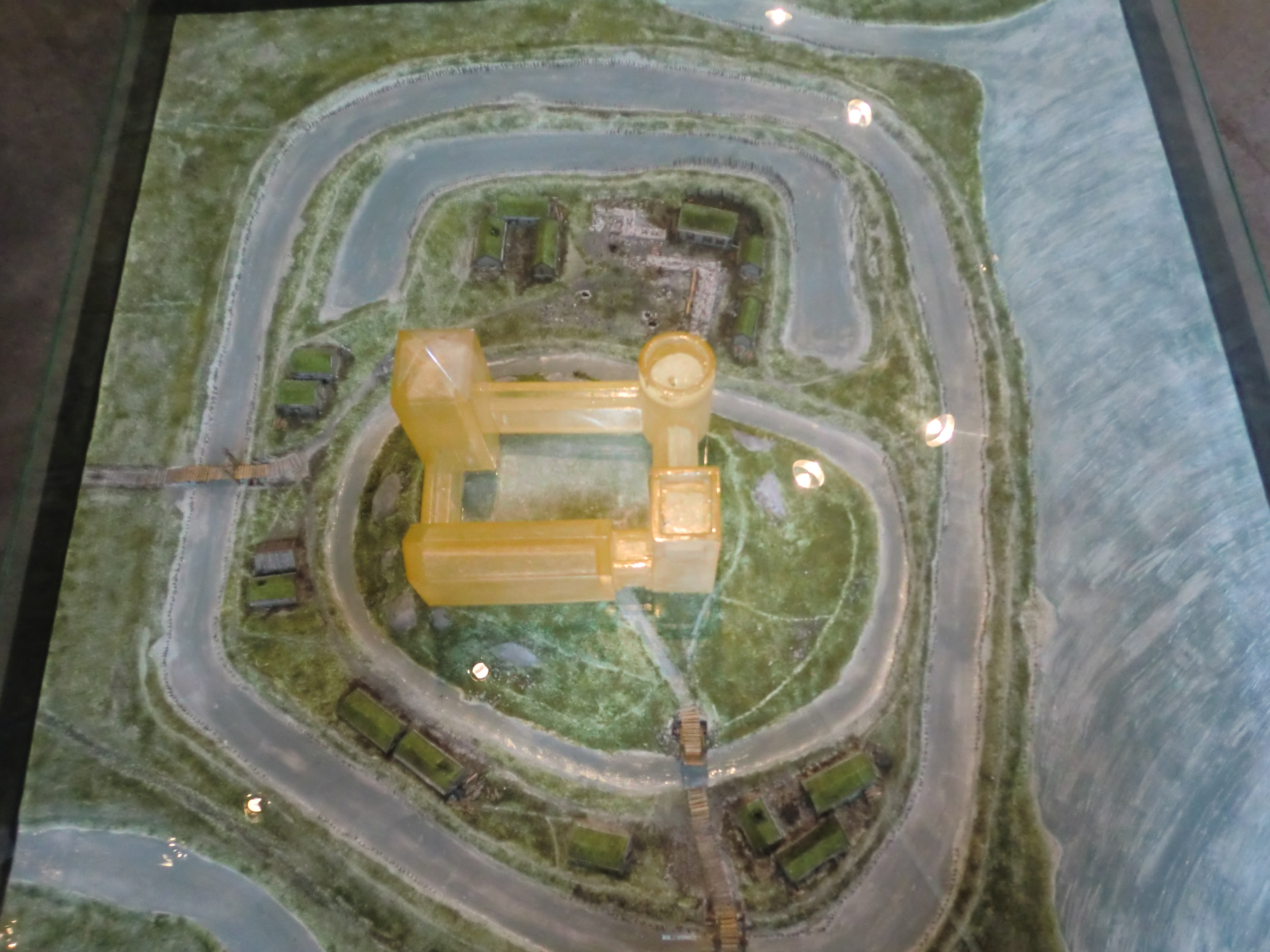
Vy från norr, med vindbryggan.
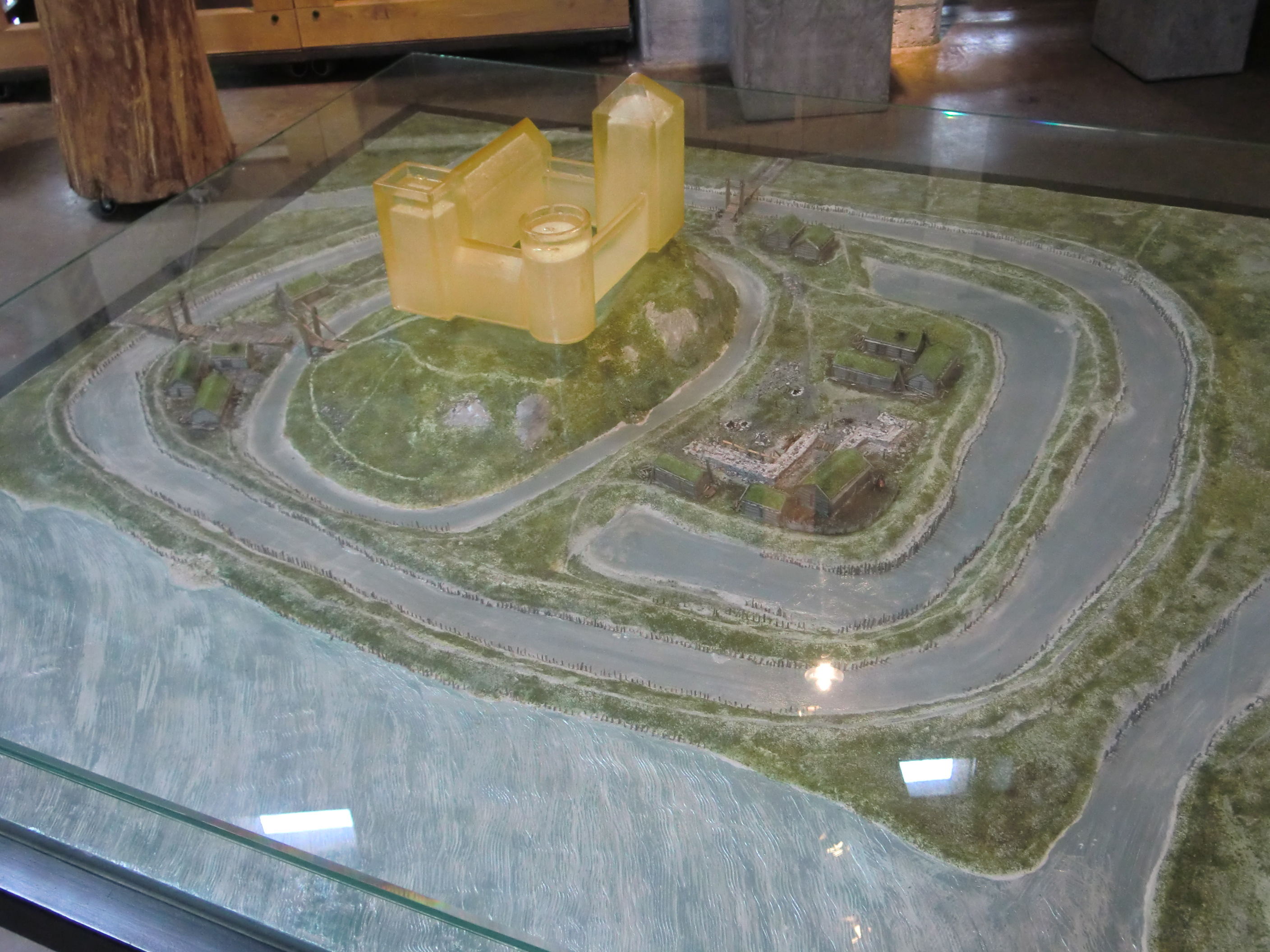
Vy från sydväst (Göta älv).
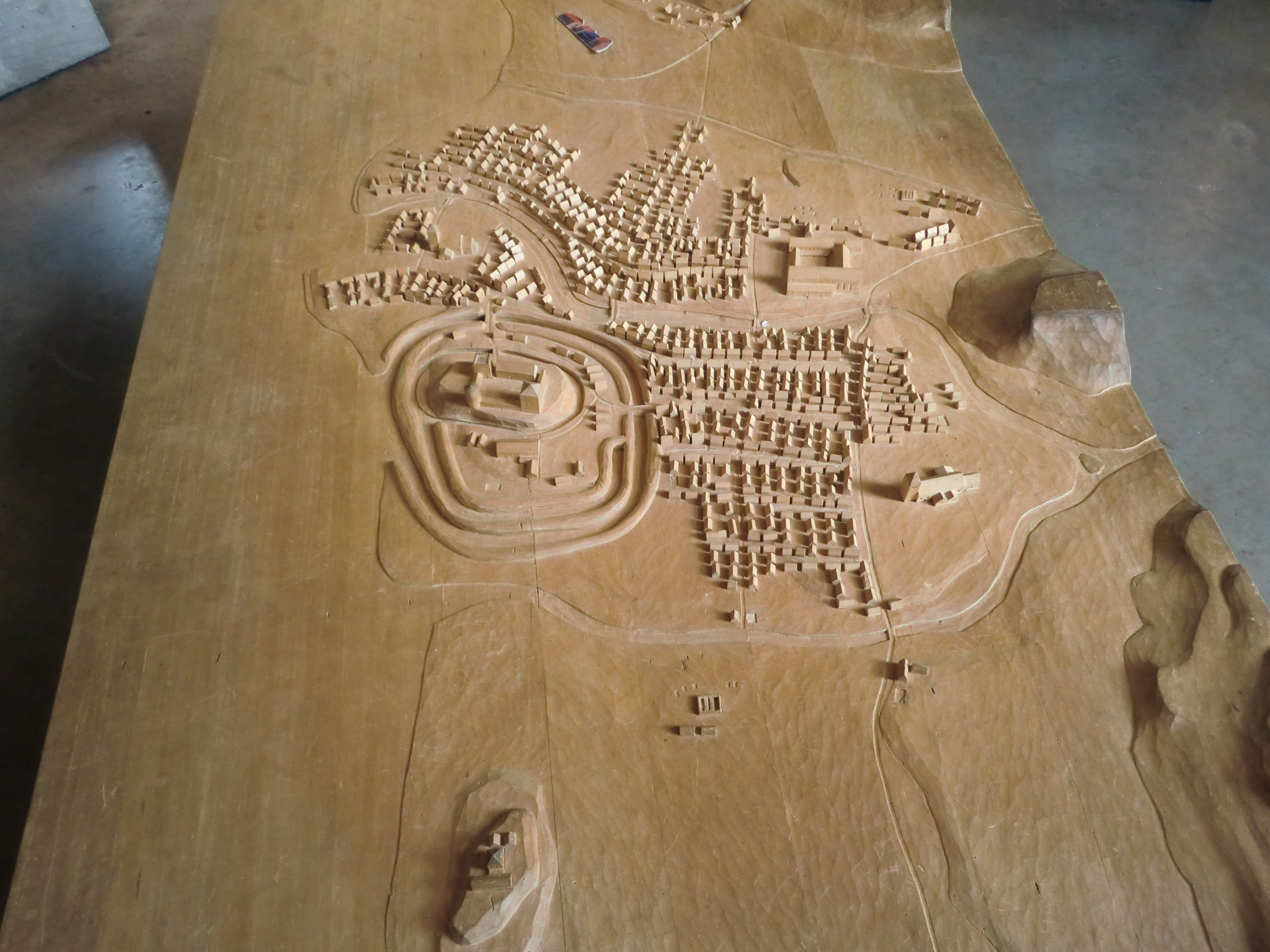
Trärelief av Lödöse vid Göta älv cirka år 1300. Vy från söder.